# José Gusmão
José Guilherme Figueiredo Nobre de Gusmão (Lisboa, 20 de julho de 1976) é um economista e político português. Foi eleito eurodeputado pelo Bloco de Esquerda nas eleições europeias de 2019.

## Biografia

### Educação e vida profissional
Integrou a direção da Associação dos Estudantes do Instituto Superior de Economia e Gestão (ISEG), em Lisboa, onde se licenciou em Economia.
Foi assistente de investigação no Centro de Investigação Sobre Economia Portuguesa (afeto ao ISEG), no âmbito do “Inquérito sobre Utilização de Propriedade Industrial em Portugal”, e investigador no Dinâmia – Centro de Estudos sobre Mudança Socio-Económica (afeto ao ISCTE), no âmbito projeto europeu “A dimensão normativa da ação económica”. 

### Ativismo e política
É, há vários anos, um dos autores do blogue sobre economia Ladrões de Bicicletas. sendo coautor dos livros A crise, a Troika e as Alternativas Urgentes e Economia com Todos. 
Enquanto ativista, participou na ATTAC Portugal, no Fórum Social Português, no Fórum Manifesto, na Iniciativa para uma Auditoria Cidadã à Dívida e no Congresso Democrático das Alternativas. 
Foi militante do Partido Comunista Português. Mais tarde, aderiu ao Bloco de Esquerda. Foi deputado à Assembleia da República na XI Legislatura, tendo sido vice-presidente da Comissão de Orçamento e Finanças. Entre 2011 e 2018, trabalhou como assistente no Parlamento Europeu, com Miguel Portas (até ao falecimento deste, em 2012) e Marisa Matias. Integra a Comissão Política do Bloco de Esquerda.
Foi eleito deputado para o Parlamento Europeu nas eleições de 2019 pelas listas do Bloco de Esquerda. Voltou a concorrer ao mesmo cargo em 2024, figurando no 2.º lugar da lista do Bloco de Esquerda concorrente às eleições parlamentares europeias desse ano, mas não foi reeleito.

### Vida pessoal
É meio-irmão do jornalista e comentador político Daniel Oliveira, sendo que ambos têm a mesma mãe, Isabel Figueiredo, antiga sindicalista dos Correios e antiga dirigente da CGTP. José Gusmão é filho do poeta, ensaísta, tradutor e professor Manuel Gusmão.

## Ligações Externas
- Blog| Ladrões de Bicicletas
- Podcast | Lado a Lado:podcast do Bloco de Esquerda no Parlamento Europeu com Marisa Matias e José Gusmão